# (7051) Sean
(7051) Sean  es un asteroide perteneciente al cinturón exterior de asteroides, descubierto el 13 de mayo de 1985 por Carolyn Shoemaker y Eugene Shoemaker desde el Observatorio Palomar, en Estados Unidos.

## Designación y nombre
Leakey se designó inicialmente como 1985 JY.
Más adelante, fue llamado así en honor a Sean Colin Woodard, el nieto mayor de los descubridores.

## Características orbitales
Sean orbita a una distancia media del Sol de 3,229 ua, pudiendo acercarse hasta 2,830 ua y alejarse hasta 3,629 ua. Tiene una excentricidad de 0,124 y una inclinación orbital de 3,128° grados. Emplea en completar una órbita alrededor del Sol 2119,77 días.
Los próximos acercamientos a la órbita de Júpiter ocurrirán el 26 de noviembre de 2033, el 10 de noviembre de 2156 y el 3 de febrero de 2168.
Pertenece a la familia de asteroides de (24) Themis.

## Características físicas
Su magnitud absoluta es 12,85. Tiene 15,259 km de diámetro. Su albedo se estima en 0,076.